# 張國福
張國福（1945年—）生於中華民國台灣省高雄市三民區，出身客家人，企業家，為尖美建設公司創辦人，曾任尖美集團總裁。

## 生平
其先祖為桃園客家人，在清朝末年遷居到高雄寶珠溝一帶，以佃農為生。在國民政府推動三七五減租與耕者有其田政策後，家族擁有許多土地，家境好轉。張國福從小協助家中務農，於正修工專建築科畢業後，從事房屋裝潢工作。
1980年代，因都市發展，高雄市政府在三民區寶珠溝一帶進行土地重劃，張國福家族土地被徵收。張國福兄弟與他的姪子，利用徵收補償金，投資在房地產與房屋建築事業，1984年四人合資成立尖美建設公司，在十八期重劃區大量推出建案。除了建築事業外，1993年，創立尖美百貨與尖美大飯店，配合建案，吸引許多外地人入住，形成尖美商圈。因為土地投資，很快成為高雄市的富商，曾被稱為「十八期王」。
1995年，尖美建設公司股票上市。1998年，證管會發現尖美集團旗下的尖泰、吉美、元美三間投資公司，透過人頭戶進行異常買賣，以拉抬尖美建設公司股價，將張國福函送地檢署偵辦。1999年，尖美集團股價崩落，張國福引進中央投資公司的資金，希望支撐股價。2000年發生亞洲金融風暴，尖美百貨倒閉。由王玉雲家族代表中央投資公司接收尖美建設，由王世雄出任董事長，同年尖美建設股票下市，尖美建設集團破產，結束營業。